# Terebiń
Terebiń (dawn. Terebin) – wieś w Polsce położona w województwie lubelskim, w powiecie hrubieszowskim, w gminie Werbkowice.
| SIMC    | Nazwa           | Rodzaj    |
| ------- | --------------- | --------- |
| 0905190 | Bormańce        | część wsi |
| 0905209 | Brzezina        | część wsi |
| 0905215 | Kamień          | część wsi |
| 0905221 | Kolonia Terebiń | część wsi |
| 0905238 | Pułanki         | część wsi |
| 0905244 | Zady            | część wsi |

Wieś jest siedzibą rzymskokatolickiej parafii Parafia św. Apostołów Piotra i Pawła.

## Demografia
W latach 1975–1998 miejscowość administracyjnie należała do województwa zamojskiego. 
Administracyjnie na terenie wsi utworzono trzy sołectwa Terebiń, Terebiń-Kolonia i Terebiń-Zady.Według Narodowego Spisu Powszechnego (III 2011 r.) liczyła 718 mieszkańców i była trzecią co do wielkości miejscowością gminy.

## Obiekty zabytkowe
We wsi znajduje się zabytkowy kościół, dawna cerkiew oraz cmentarz, pierwotnie unicki, następnie prawosławny i rzymskokatolicki. W jego obrębie znajduje się również mogiła żołnierska z I wojny światowej.